# Température translationnelle
La température translationnelle  {\displaystyle T_{\mathrm {tr} }}  est une grandeur physique directement reliée à l'énergie translationnelle moyenne, les deux quantités étant reliées par la constante de Boltzmann :  {\displaystyle E_{\mathrm {tr} }={\frac {3}{2}}k_{\mathrm {B} }T_{\mathrm {tr} }}  (cette équation est la relation de définition de  {\displaystyle T_{\mathrm {tr} }} ). Pour un gaz homogène constitué de particules de masse  {\displaystyle m}  dont les vitesses suivent une loi statistique donnée, l'énergie translationnelle moyenne est :
{\displaystyle E_{\mathrm {tr} }={\frac {1}{2}}m\langle v^{2}\rangle }
où  {\displaystyle \langle v^{2}\rangle }  est la moyenne quadratique des vitesses.
Si le milieu est à l'équilibre thermodynamique la distribution des vitesses suit la loi de Maxwell et la température translationnelle est égale à la température thermodynamique  {\displaystyle T}  qui est telle que  {\displaystyle E_{\mathrm {tr} }={\frac {3}{2}}k_{\mathrm {B} }T} . Cette propriété justifie le choix de la définition de la température translationnelle. La température thermodynamique est alors également la valeur de la température vibrationnelle et celle de la température rotationnelle d'après le théorème d'équipartition de l'énergie :
{\displaystyle T_{\mathrm {tr} }=T_{\mathrm {vib} }=T_{\mathrm {rot} }=T}